# 汤冔
湯冔（1485年—？），字伯元，貴州宣慰使司民籍，湖廣常德府桃源縣人，明朝政治人物。

## 生平
正德十一年（1516年）丙子科雲貴鄉試第三名舉人，十六年（1521年）中式辛巳科會試第一百六十六名，三甲第二百七名進士。歷戶部員外郎、潮州府知府及鞏昌府知府。

## 家族
曾祖湯鏻；祖父湯濂；父湯軫，訓導。母趙氏；繼母韓氏。重慶下。弟湯邦鼎、湯雲龍、湯暐、湯晫。

## 著作
著有《逸老閒錄》、《逸老閒錄續錄》。